# Demokratyczna Partia Lewicy (Polska)
Demokratyczna Partia Lewicy (DPL) – polska lewicowa partia polityczna założona 7 grudnia 2002, zarejestrowana 23 stycznia 2003, wyrejestrowana 16 września 2013.

## Historia
Demokratyczną Partię Lewicy utworzyli 7 grudnia 2002 w Kutnie przedstawiciele wielu lewicowych komitetów lokalnych, które powstały przed wyborami samorządowymi w tym samym roku na skutek konfliktów w Sojuszu Lewicy Demokratycznej. 23 stycznia 2003 DPL została zarejestrowana. W tym samym roku zaangażowała się w referendum w sprawie przystąpienia Polski do Unii Europejskiej, popierając akcesję Polski do UE.
W wyborach do Parlamentu Europejskiego w 2004 partia zarejestrowała listę w okręgu obejmującym województwa lubuskie i zachodniopomorskie, uzyskując w skali kraju 5 513 głosów (0,09%) i zajmując 18. miejsce spośród 21 komitetów wyborczych. Z listy DPL startował wówczas m.in. członek Racji PL.
W wyborach parlamentarnych w 2005 startowało bez powodzenia do Sejmu troje członków partii: Zbigniew Litke z listy Polskiej Partii Pracy, Bożena Witkowska z listy Samoobrony RP i Jarosław Bąk z listy Ogólnopolskiej Koalicji Obywatelskiej.
13 września 2006 Demokratyczna Partia Lewicy podpisała porozumienie wyborcze z Sojuszem Lewicy Demokratycznej, na mocy którego weszła w skład koalicji samorządowej Porozumienie Lewicy i Demokratów „Wspólna Polska”. Kandydaci DPL w wyborach samorządowych w 2006 wystartowali z list tej koalicji. 
W wyborach parlamentarnych w 2007 4 kandydatów DPL (ówczesna przewodnicząca Elżbieta Wasiak, Wojciech Grabałowski, Janusz Kotusz i Leszek Szarama), bezskutecznie kandydowało z list LiD.
W późniejszym okresie wielu działaczy DPL przeszło do Polskiej Lewicy – partii założonej przez Leszka Millera po jego odejściu z SLD.
W wyborach do Parlamentu Europejskiego w 2009 partia poparła kandydaturę Adama Gierka z Unii Pracy, skutecznie ubiegającego się o reelekcję z listy koalicyjnego komitetu SLD-UP.
W wyborach prezydenckich w 2010 partia początkowo poparła kandydaturę Jerzego Szmajdzińskiego z SLD, jednak po jego śmierci w katastrofie lotniczej w Smoleńsku wyraziła poparcie w przyspieszonych wyborach dla Bronisława Komorowskiego – kandydata Platformy Obywatelskiej.
W wyborach parlamentarnych w 2011 DPL nie wzięła udziału. Partia nie złożyła sprawozdania finansowego za 2012 rok i 16 września 2013 została wykreślona z ewidencji.

## Przewodniczący
Do 10 lutego 2008 przewodniczącą partii była Elżbieta Wasiak. Po złożeniu przez nią rezygnacji z funkcji oraz członkostwa w partii szefem ugrupowania został Ryszard Treliński (9 marca przejął obowiązki, a 24 maja został wybrany na tę funkcję przez zjazd), który zmarł 9 maja 2009. 26 czerwca tego samego roku na nowego przewodniczącego DPL został wybrany Marek Patas, który pełnił tę funkcję do końca istnienia partii.